# St. Laurentius (Kirchgellersen)

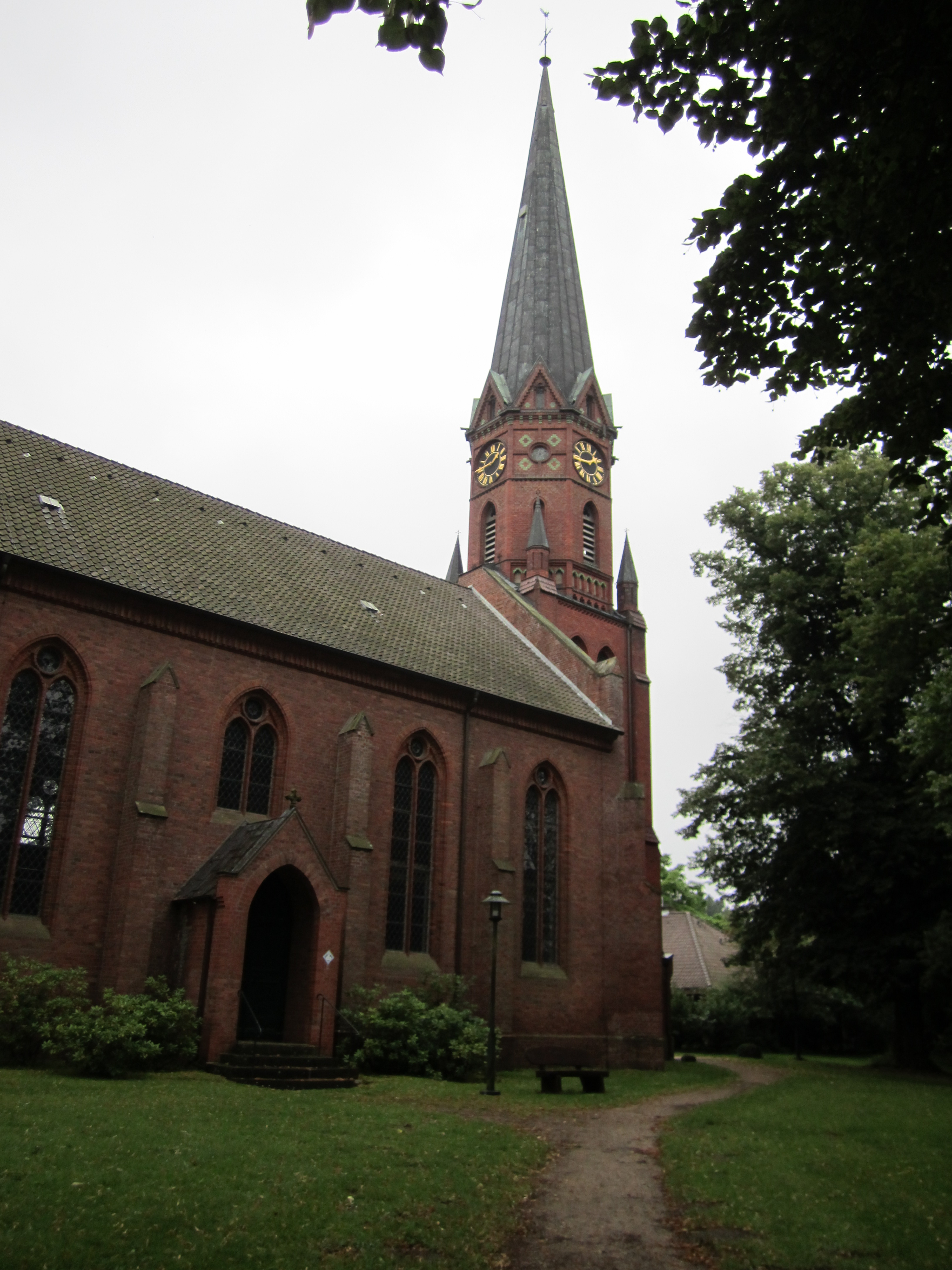
St. Laurentius

Die evangelisch-lutherische Kirche St. Laurentius steht in Kirchgellersen, einer Gemeinde im Landkreis Lüneburg von Niedersachsen. Die Kirchengemeinde gehört zum Kirchenkreis Lüneburg im Sprengel Lüneburg der Evangelisch-lutherischen Landeskirche Hannovers.

## Beschreibung
Die erste Kirche, eine Fachwerkkirche, wurde 1644 durch einen Massivbau aus Feldsteinen ersetzt, der bereits ein Gewölbe hatte. 1856 erfolgte der Abriss dieser Kirche  und es wurde mit dem Neubau der heutigen neugotischen Saalkirche  mit eingezogenem, polygonal abgeschlossenen Chor begonnen, die 1859 eingeweiht wurde. Der mit einem spitzen Helm bedeckte Glockenturm wurde erst 1904 errichtet, ebenso wurde eine neue Turmuhr mit vier Ziffernblättern angebracht. Die größere der beiden Kirchenglocken wurde 1607, die kleinere 1717 gegossen. Der Innenraum ist mit einer Holzbalkendecke überspannt. Die Kirchenausstattung ist überwiegend neugotisch. Das bronzene Taufbecken wurde im 15. Jahrhundert von Cord Fribusch hergestellt. 1974/75 wurde eine Orgel mit 18 Registern durch Alfred Führer überholt und in der Kirche aufgestellt.